# アイリッシュ・ウイスキー

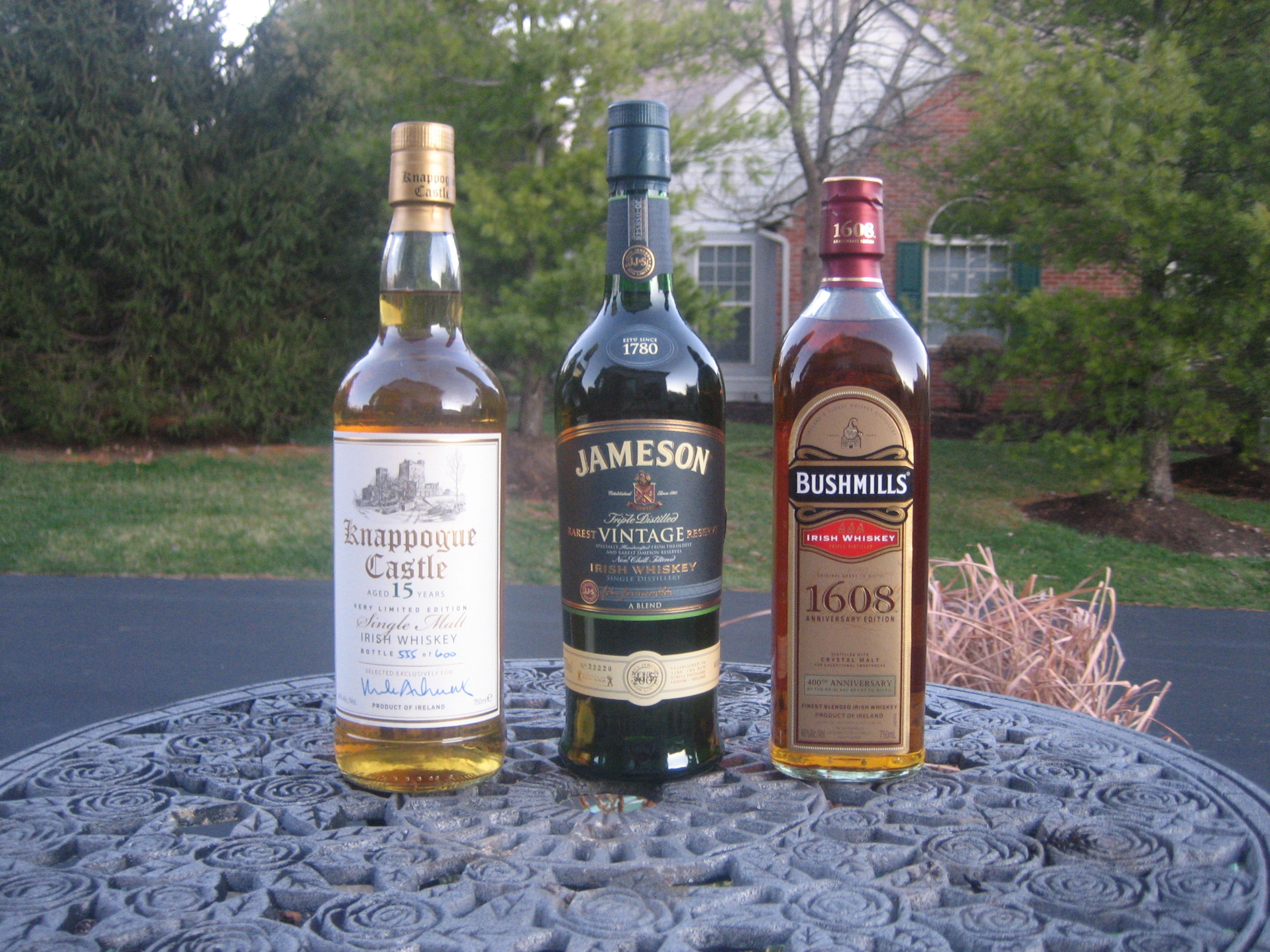
アイリッシュ・ウイスキー

アイリッシュ・ウイスキー（Irish whiskey）は、アイルランド共和国および北アイルランドで生産される穀物を原料とするウイスキーである。

## 定義
アイルランド共和国においては、1980年アイリッシュ・ウイスキー法第1条により、次のように定義されている。
第1条
1. 一切の法律または法律に基づいて作成される一切の文書の目的においては、アイリッシュ・ウイスキーとして記述されるスピリッツは、本条第3項に記載されるスピリッツに係る要件が当該スピリッツに関して遵守されない限り、当該記述に相当するものとはされないものとする。
2. （略）
3. 次に掲げるものは、スピリッツに関して本条第1項および第2項において言及される要件である。
  1. 当該スピリッツは、国内または北アイルランド内において、穀物のマッシュであって
    1. 天然のジアスターゼの併用の有無を問わず、当該穀物に含まれるモルトのジアスターゼにより糖化され、
    2. 酵母の作用により発酵させられ、かつ、
    3. 蒸留液が用いられた材料由来の香りおよび味を有する方法により、94.8容量パーセント未満の強度のアルコールに蒸留されたものから蒸留されたものとし、かつ、

  2. 当該スピリッツは、木製の樽において
    1. 国内の倉庫において3年以上、もしくは
    2. 北アイルランド内の倉庫において当該期間、または
    3. 国内および北アイルランド内の倉庫において合計3年以上の期間熟成されたものとする。

4. 本条第3項の目的においては、スピリッツが蒸留される際のアルコール強度は、当分の間、関税および物品税の目的において用いられる確認の方法と同じ方法により確認されるものとする。

## 種類
| 名称                           | 原料                                               | 蒸留方法                                   |
| ------------------------------ | -------------------------------------------------- | ------------------------------------------ |
| ピュアポットスティルウイスキー | モルトにした大麦と未発酵の大麦やオート麦などを配合 | 単式蒸留器で3回行う                        |
| モルトウイスキー               | 大麦麦芽                                           | 単式蒸留器を使用。蒸留回数は2回もしくは3回 |
| グレーンウイスキー             | コラムスティルで蒸留する穀物（トウモロコシなど）   | 連続式蒸留器を使用する                     |
| ブレンデッドウイスキー         | 複数のモルトの原酒とグレーンの原酒                 | -                                          |

アイリッシュ・ウイスキーは大別して4種類の形態に分かれている。ピュアポットスティル（モルトにした大麦（麦芽）と、未発酵の大麦などを組み合わせたウイスキー。2011年以降はシングルポットスティルという呼称が使われるようになった）、モルトウイスキー（100％モルトにした大麦が原料のウイスキー。シングルモルトアイリッシュウイスキーとも呼ばれる）、ブレンデッド（モルトにした大麦と小麦のようなモルトにしない穀物をブレンドするウイスキー）、そしてコラムスティルで蒸留する穀物から作るグレーン・ウイスキーの4種である。
アイリッシュ・ウイスキーだけに見られるのが、ピュアポットスティルウイスキーである（100％大麦を使いながらモルトしたものとしないものを両方使い、ポットスティルで蒸留する）。「生の」モルトしない大麦を使うことで、ピュアポットスティルウイスキーをピリッとした味わいにし、これがアイリッシュ・ウイスキーを独自の味わいにしている。シングルモルトのようにピュアポットスティルは売られたりグレーンウイスキーをブレンドしている。蒸留所の責任者たちはピュアポットスティルウイスキーに強い愛着を持っており、この傾向はブレンデッドウイスキーが一般的になる1960年代以降まで顕著だった。
ピュアポットスティルウイスキーの持つ価値が薄れ、アメリカの市場に向けてスコッチ・ウイスキーと同タイプの軽い味わいのブレンデッドウイスキーを生産する必要に迫られると、1960年代から1970年代の間にかけてブレンデッドウイスキーの生産が開始される。アイルランドで操業している蒸留所が少ないため、グレーンウイスキーと混ぜる原酒の種類はスコッチ・ウイスキーに比べて乏しいが、新ミドルトン蒸留所で作られるピュアポットスティルウイスキーを原酒とするブレンデッドウイスキーは、スコッチ・ウイスキーに無い独特の風味を持っている。
グレーンウイスキーはシングルモルトより軽く癖のない味わいで、1種類だけで瓶詰めすることはほとんど無く、ブレンデッドウイスキーの素材としてモルトウイスキーとブレンドして使っている。

## 製法

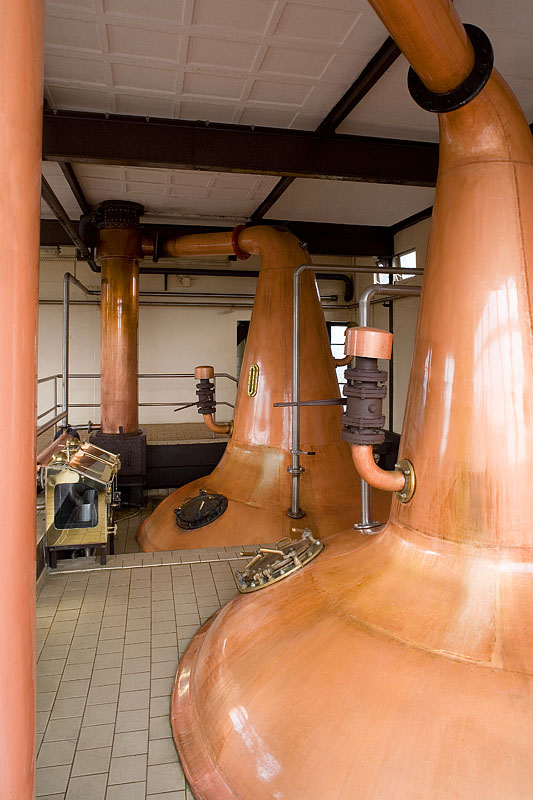
クーリー蒸留所の蒸留機

年間の気温差が小さく、冷涼で程よい湿度があるアイルランドの気候はウイスキーの製造に適している。
1. 製麦。大麦を発芽させ、モルト（麦芽）に変える、いわゆるモルティング。
2. モルトの乾燥
3. モルトの糖化、麦汁の精製
4. 麦汁の発酵
5. 蒸留、原酒の精製
6. 原酒の樽詰め、熟成
7. ボトリング

ウイスキーは以上の工程を経て完成する。単式蒸留機による3回の蒸留を行い、モルトの過程でピートが使用されないことが、多くのアイリッシュ・ウイスキーに共通する特徴である。
モルトの際にはピートの代わりに石炭、木材が使用され、乾燥はキルトという炉の中で行われる。早期に醸造・蒸留産業が確立されたアイルランドでは、機械を使用して掘り出すピートよりも、木や石炭が燃料として使用されることが多かった。アイルランド人のイオニアス・コフィーが発明した連続式蒸留機（スコッチ・ウイスキーも参照）はアイルランドで紹介されたが、導入には賛否が分かれた。時間をかけずに安価でウイスキーを生産できることを喜ぶ製造者がいる一方、アイリッシュ・ウイスキーの高級品としてのステータスの低下を危ぶむ者もいた。結局、連続式蒸留機を導入したのは一部の製造者だけであり、大半の蒸留所はポットスティルでの蒸留を続けたコフィーはスコットランドに活躍の場を求め、グラスゴー、エディンバラを中心とするローランド地方でコフィー式蒸留機が取り入れられ、ローランドでグレーンウイスキーの生産が開始された。
製造の過程で3回の蒸留が行われる理由については、原料にライ麦などの穀物を使うと穀物のフレーバー（香り）が強くなるため、蒸留の回数を増やして穀物のフレーバーを飛ばすためだと考えられている。そして、生産性を高めるために巨大なポットスティル（蒸留機）が使われるようになった。
ブッシュミル蒸留所、新ミドルトン蒸留所で行われる3回蒸留は、以下の手順に沿う。
1. ウォッシュスティル：全留し、留液（ローワイン）を取り出す。
2. フェインツスティル（ローワインスティール）：1回目の蒸留で得られたローワインをアルコール度数の高いストロングフェインツと度数の低いウィークフェインツに分離し、ストロングフェインツを3回目の蒸留にかける。ウィークフェインツは次回の蒸留でローワインと混ぜられて再び蒸留される。
3. スピリッツスティル：蒸留の最初と最後に出たスピリッツ（ヘッドとテイル）を除き、熟成に適した中留液を取り出す（ミドルカット）。ヘッドとテイルは次回の蒸留でストロングフェインツと混ぜられて再び蒸留される。

蒸留液のアルコール度数は約86度と、スコッチ・ウイスキー（約70度）に比べて高い。蒸留液に水を加えてオーク樽に入れ、通常は5年から8年の間熟成させる。樽はシェリー、ラム、バーボンの熟成に使われた古樽を使用し、3回使用された樽は廃棄される。

## 風味、香り
1800年代に麦芽にかかる税金が加増され、一部の蒸留所はモルトにしていない大麦、ライ麦、小麦などの穀物の使用量を50%以上に増やして経費削減を図った。これが現在のアイリッシュ・ウイスキーのフレーバーを構成する要素の一つになり、グレーン・ウイスキーのルーツともなる。現在、原料の麦芽と大麦の比率は銘柄によって異なるが、一般にはモルトでない大麦の方が多い。
アイリッシュ・ウイスキーは蒸留回数が多いために滑らかな味わいに仕上がり、ピートが焚かれないために原料の穀物が持つ芳醇な香りが引き出されている。生産国であるアイルランドのパブでは、アイリッシュ・ウイスキーはショットグラスでストレートのまま飲まれている。ほとんどのアイリッシュ・ウイスキーは、スコッチ・ウイスキーのようなピートに由来するスモーキーフレーバー（土煙の臭い）がない。その例外としては、クーリー蒸溜所で作られる2回蒸留のカネマラが知られている。カネマラにはピートで焚かれた麦芽が使われているため、スモーキーフレーバーが含まれている。

## 語源
ウイスキーという言葉の由来は、「命の水」を意味するアイルランド語のuisce beatha（イシュケ・バーハ）に由来する。イシュケ・バーハの語源については、ゲール語で「健康の水」を意味するooshk-'a-paiと呼ばれていたものがラテン語で「命の水」を意味するuisge-'a-baghという言葉で呼ばれるようになり、uisge-'a-baghがアイルランド語のuisce beathadhに変化したとされる。1172年のヘンリー2世によるアイルランド遠征の時、アイルランド人が愛飲していた蒸留酒はイングランド兵によってushkyと誤って伝えられ、その言葉が英語のwhiskeyに転訛したという。
ウイスキーの英語の綴りが、アイルランドのwhiskeyとスコットランドのwhiskyと違いがある理由や法律上の違いなどは分からない。かつてはブッシュミルズや現在は消滅したコールレーンといった有力どころの蒸留所もwhiskyの綴りを使用し、アイルランド国内でもwhiskyとwhiskeyの両方の表記が使われていた。一説には、本来アイルランドでもwhiskyと綴られていたが、19世紀になってダブリンの蒸留所が品質を宣伝するためにeの一字を入れて差別化したところ、地方の蒸留所もこれに続いたためにアイリッシュ・ウイスキー全体がwhiskeyと綴られるようになったとされる。パディを生産していたコーク蒸留所はwhiskyの綴りを使い続けていたが、海外市場での混乱を避けるため、1979年にパディにもeが入れられた。
アイルランドでは、ウイスキーは「水」を意味するuisceの単語で短縮されて呼ばれ、アイルランド語には酒類、特にウイスキーを指してしばしばCraythurという言葉が使われる。

## 歴史と現状

### 19世紀以前

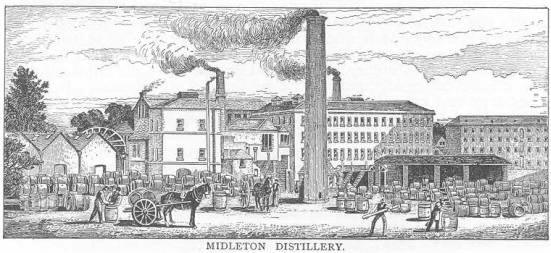
1880年代のミドルトン蒸留所

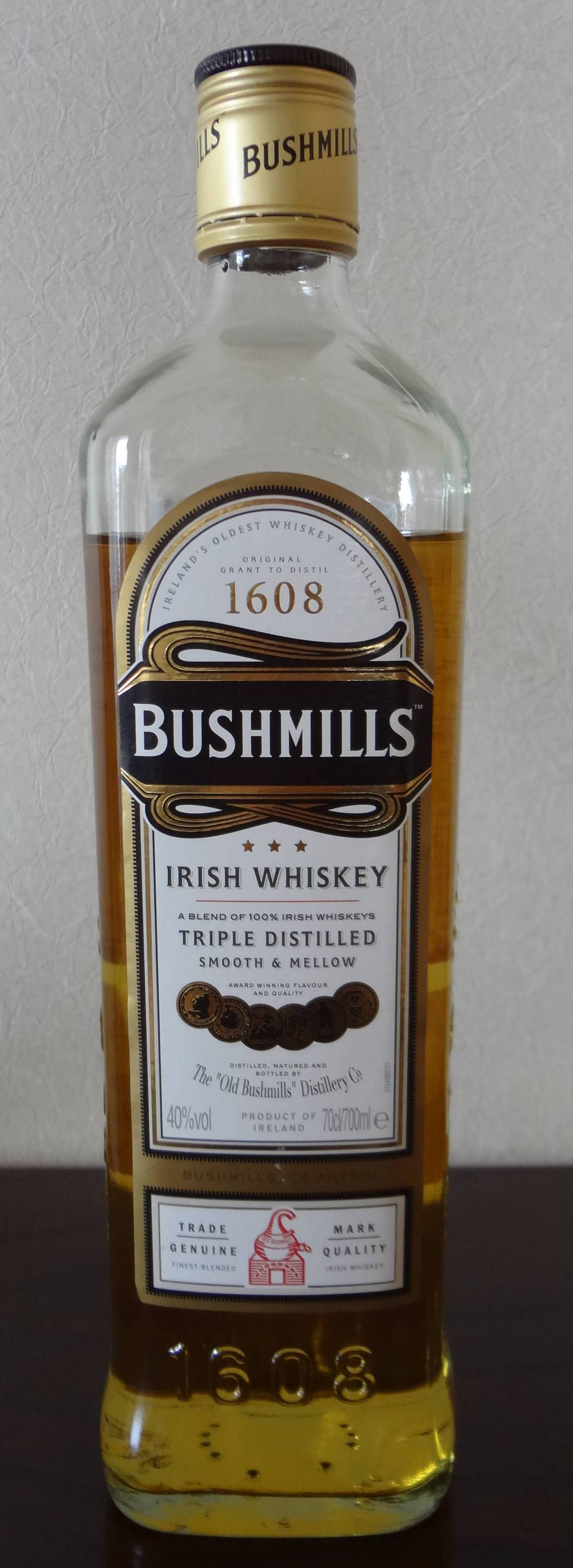
『1608』を刻印したブッシュミルズのボトル

アイリッシュ・ウイスキーはヨーロッパの古い蒸留飲料のひとつと考えられており、アイリッシュ・ウイスキーとスコッチ・ウイスキーのどちらがより歴史があるかの議論には決着がついていない。伝承によれば、6世紀に中東を訪れたアイルランドの修道僧が、現地で香水を作るために用いられていた蒸留技術を持ち帰り、それを酒造に応用したという。また、聖パトリックが蒸留技術を伝えたとする伝承も存在する。ヘンリー2世によるアイルランド遠征の時、家臣からの報告書にアイルランドで大麦から蒸留した酒が飲まれていた記録があったと言われているが、確認できる史料は無く、信憑性を疑問視する声もある。12世紀当時にアイルランドで飲まれていた蒸留酒は、ビールを蒸留した濁り酒だった。アルコール度数は約20度と現在のウイスキーに比べて低く、発酵の段階で果物、蜂蜜、ハーブを入れて香りをつけていた。
オールド・ブッシュミルズ蒸留所は1608年にジェームズ1世から免許を授かった最古の公認蒸留所を名乗り、ボトルにも『1608』を刻印しているが、1608年当時にブッシュミルズという名の蒸留所が実在していたかは不確かであり、ブッシュミルズが操業を始めたことが確認できるのは1784年である。輸入元のアサヒビールでは「1608年とも言われ」という表現を使っている。
18世紀になるとアイリッシュ・ウイスキーの評価は上昇し、サミュエル・ジョンソン、ピョートル大帝らの称賛を受けた。20世紀に至るまで多くのアイリッシュ・ウイスキーの蒸留所が創業し、18世紀にはおよそ2,000の小規模な蒸留所が乱立していたが、蒸留所間の統合によって19世紀半ばには約160に、1880年には28の蒸留所が稼働していた。

### 20世紀以降

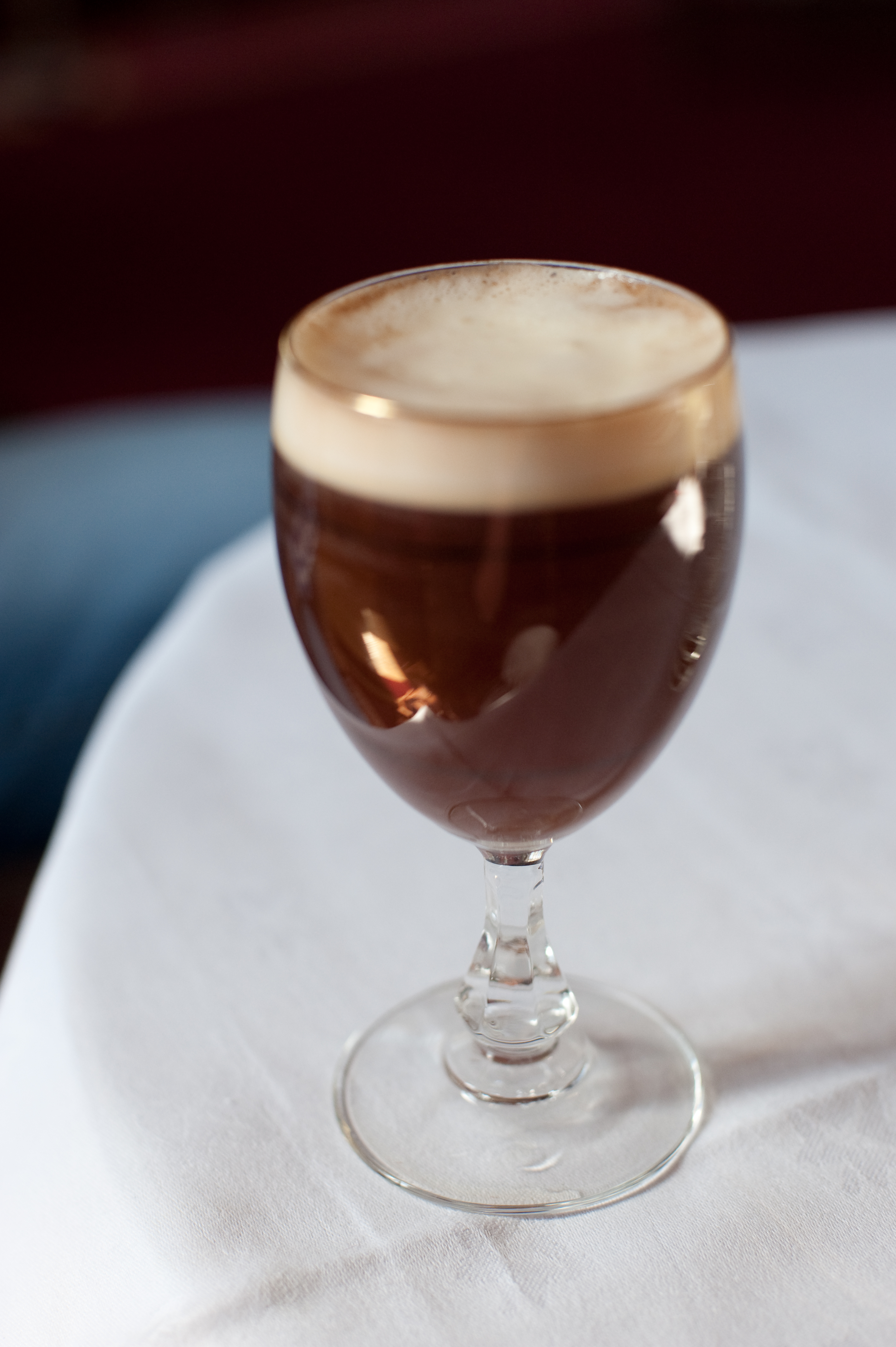
アイリッシュ・コーヒー

一時期はアイリッシュ・ウイスキーが世界のウイスキー市場のシェアの6割を占めていたが、1919年にアイリッシュ・ウイスキーの主要な輸出先であるアメリカ合衆国で禁酒法が実施されたために生産規模が縮小する。多くの蒸留所が閉鎖され、大手の蒸留所も新製品の醸造を控えるようになった。また、アメリカで密造された粗悪品にアイリッシュのラベルが張られて密売されたために、アイリッシュ・ウイスキー自体の評判も落ちていった。さらにアイルランド内戦で国内の経済力が低下したために多くの蒸留所が閉鎖された。戦後、アイルランド自由国の独立が達成されたが、独立の報復としてアイリッシュ・ウイスキーはイングランドとその植民地の市場から締め出しを受けた。続く第二次世界大戦ではアイルランドは中立の立場を取り、アイルランド国内の供給を確保するためにウイスキーの輸出が制限され、戦場の米兵にはスコッチ・ウイスキーが配給された。彼ら米兵は帰国後もスコッチ・ウイスキーを愛飲し、アイリッシュ・ウイスキーはアメリカでの優位をスコッチ・ウイスキーに譲ることとなった。
1950年代に入ると蒸留所の閉鎖、合併が相次ぐが、一方でこの時代にはシャノン空港のバーテンダーであるジョー・シェリダンが考案したカクテル・アイリッシュ・コーヒーが空港の利用者に好評を博した。米国の新聞記者が帰国後に行きつけのバーでアイリッシュ・コーヒーを作らせたことをきっかけに、世界中に広まった。アイリッシュ・コーヒーの流行によってアイリッシュ・ウイスキーの需要は増えるが、反面コーヒーへの添え物というマイナスのイメージも加わった。1966年にライバル同士だったダブリンのジョン・ジェムソンとジョン・パワー、南部のコークが合併し、IDC（アイリッシュ・ディスティラー）が結成された。1971年にはブッシュミルズがIDCに加わってIDG（アイリッシュ・ディスティラーズ・グループ）が誕生し、1980年代初頭に操業していたのはミドルトンとブッシュミルズの2つのみとなる。1987年に独立系の蒸留所を設置する国策によってクーリーが操業を開始、2007年にかつて閉鎖されたキルベガン蒸留所が操業を再開した。その後、各地で小規模の蒸留所がいくつもオープンし、2017年11月現在、アイルランド島で操業する蒸留所は18を数える。さらに16の蒸留所が操業予定または計画中である。

## 主な蒸留所

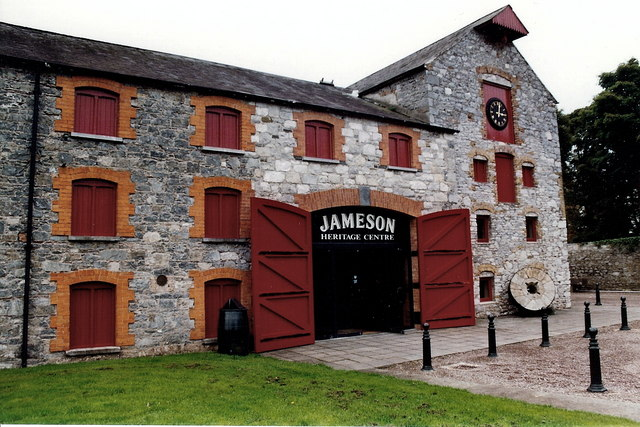
旧ミドルトン蒸留所の跡地。現在はウイスキー博物館のジェムソン・ヘリテージ・センターとして一般公開されている。

### ミドルトン
- 所在地：コーク県
- 設立者：マーフィー三兄弟
- 親会社：アイリッシュ・ディスティラーズ・グループ、ペルノ・リカール

1825年に操業を開始。1975年に世界最大の蒸留機を有する新ミドルトン蒸留所が、旧来のミドルトン蒸留所の背後に完成した。4種類の単式蒸留機によってアルコール度数の異なる原酒を造り出し、ジェムソン、パディー、パワーズなどのほか、レッドブレストやグリーンスポットなどのシングル(ピュア)ポットスティルウイスキーの銘柄も手掛けている。

### ブッシュミルズ
- 所在地：アントリム県ブッシュミルズ
- 設立者：サー・トーマス・フィリップス
- 親会社：ホセ・クエルボ

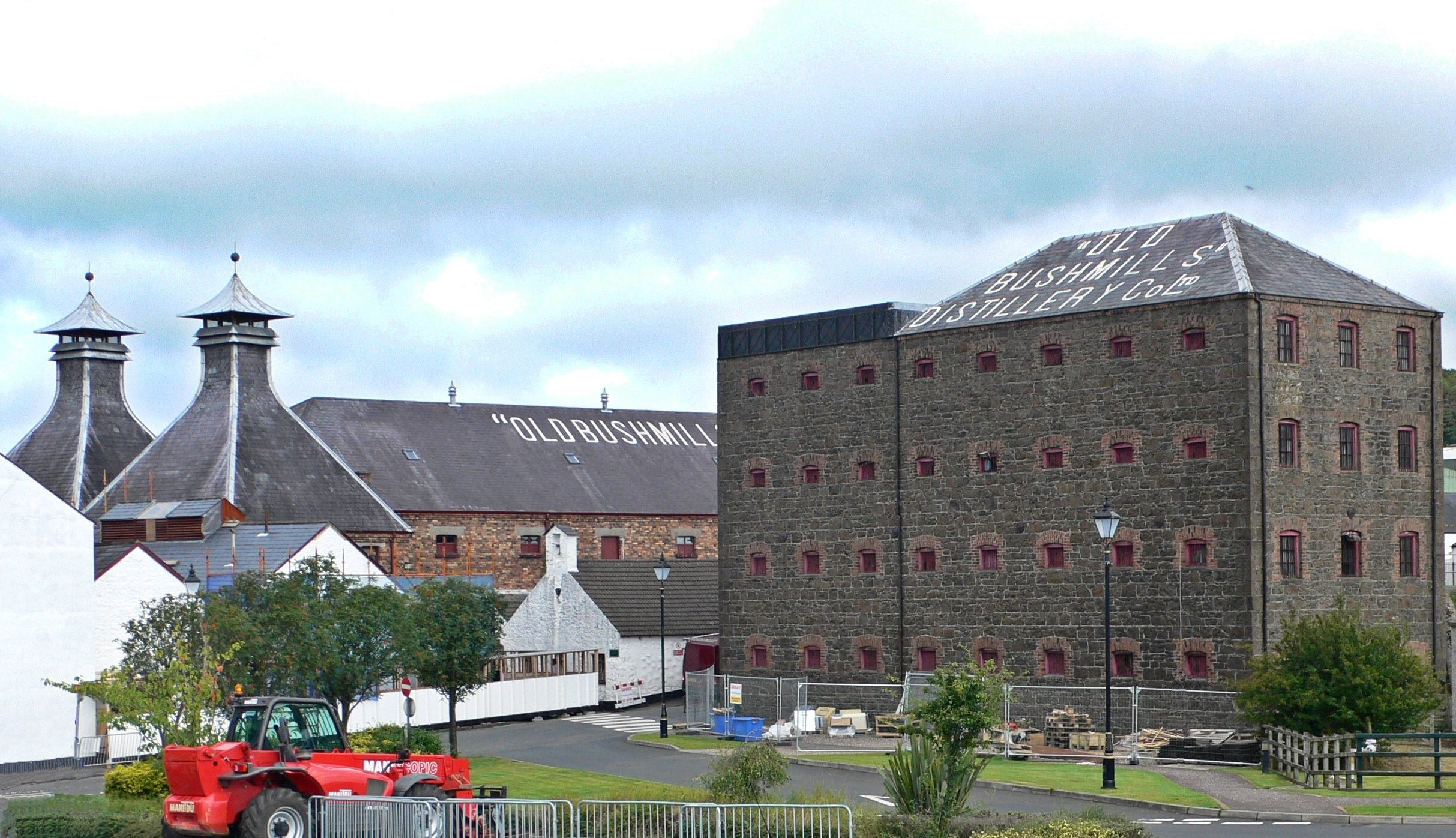
オールド・ブッシュミルズ蒸留所

1608年にアントリムの領主サー・トーマス・フィリップスが蒸留免許を交付されたことより、操業した最古の蒸留所を自負する。3回蒸留のモルトウイスキーを専門に製造しているが、過去にはピュアポットスティルタイプのウイスキーを造っていたこともあった。長年にわたって、ブッシュミルズのモルトウイスキーはミドルトンで蒸留されるグレーンウイスキーとブレンドされたもののみが、ブレンデッドウイスキーとして市場に出荷されていたが、昨今はブレンドしていないシングルモルトウイスキーも流通している。

### クーリー
- 所在地：ラウス県
- 設立者：ジョン・ティーリング
- 親会社：サントリーグローバルスピリッツ

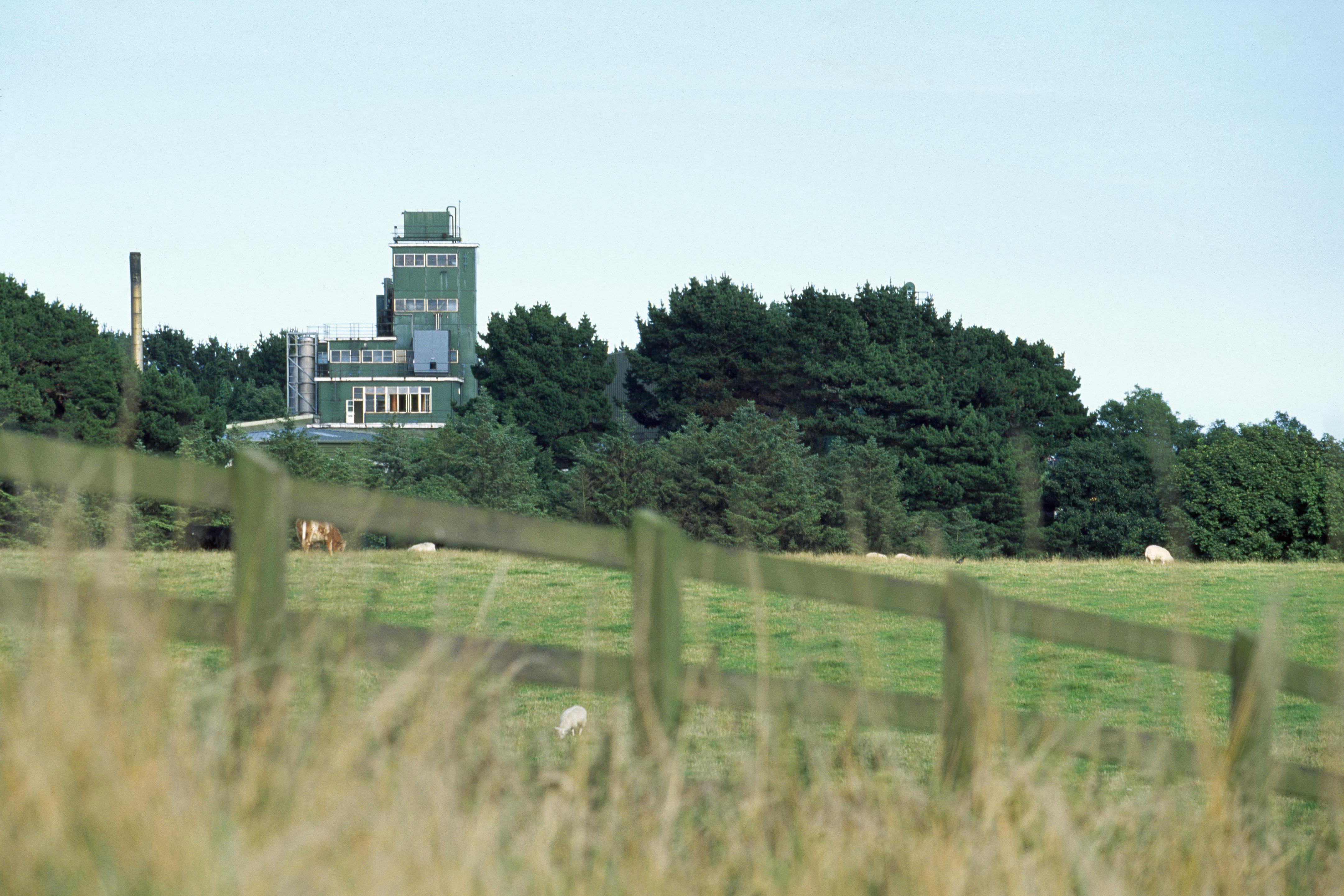
クーリー蒸留所

独立系の蒸留所を設置する国の意向によって、1987年に設立された。1992年より製品の出荷を開始。多彩な製品を提供することで知られる。独特のピートのフレーバーを持つカネマラの考案には、後にアラン蒸留所のマネージャーに就任するゴードン・ミッチェルが参加していた。

### キルベガン
- 所在地：ウェストミース県
- 親会社：サントリーグローバルスピリッツ

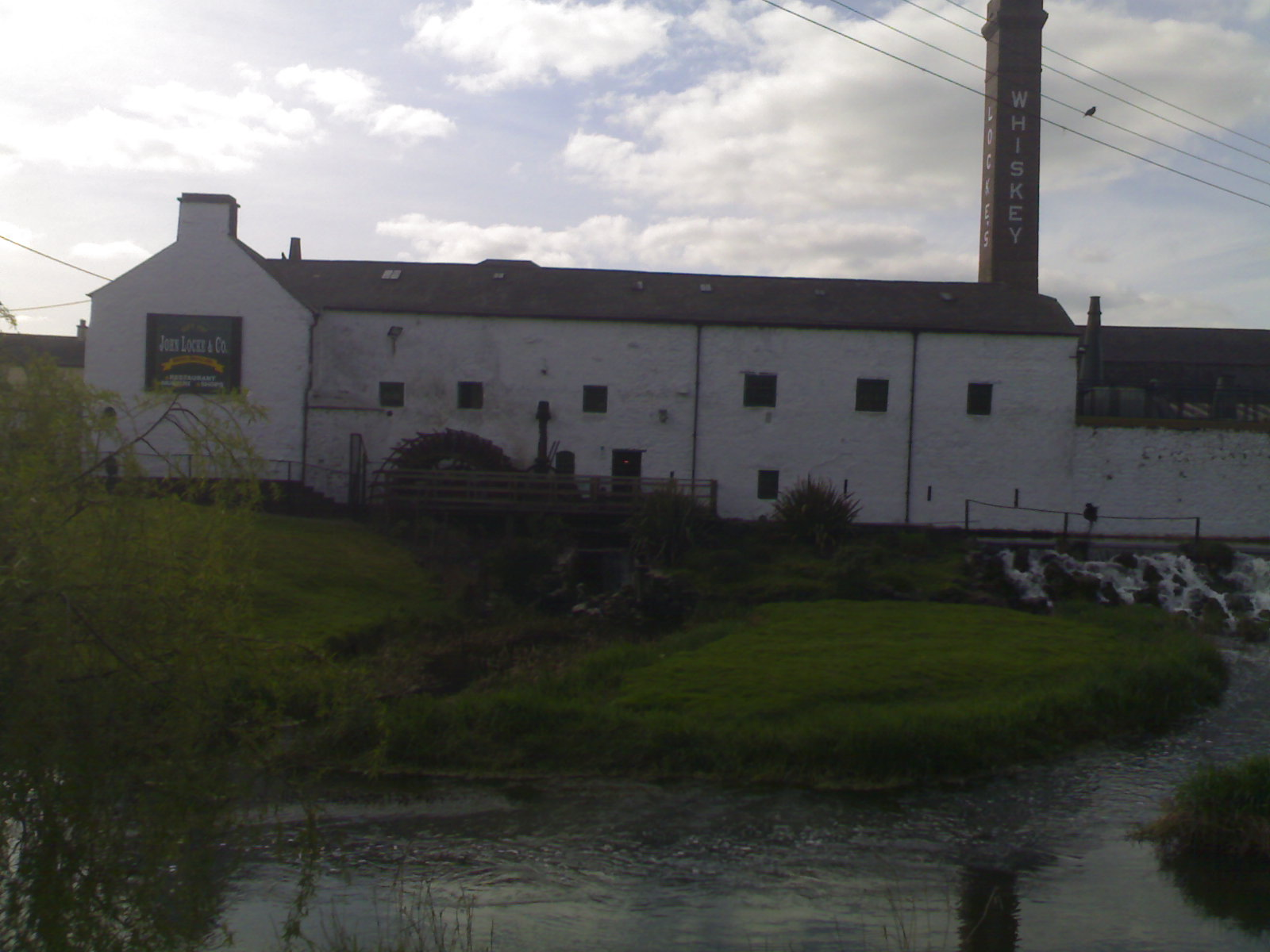
キルベガン蒸留所

ブルスナ蒸留所、ロックス蒸留所の名前でも知られる。1757年に設立されたブルスナ蒸留所を起源とし、1843年にジョン・ロックによって買収される。1957年に閉鎖されたが、2007年に設立250周年を記念して操業が再開された。1989年にクーリー蒸留所によって買収され、博物館と熟成庫として運用されていた。キルベガン蒸留所と関係の深い銘柄であるキルベガンとロックスは操業再開までの間クーリー蒸留所で造られていたが、再開に伴ってキルベガン蒸留所の倉庫に移された。約150年前にタラモア蒸留所で使用されていたポットスティルを買い入れて蒸留を再開、キルベガンで蒸留されたウイスキーが市場に出回るのは2014年の予定である。

## アイリッシュ・ウイスキーの銘柄

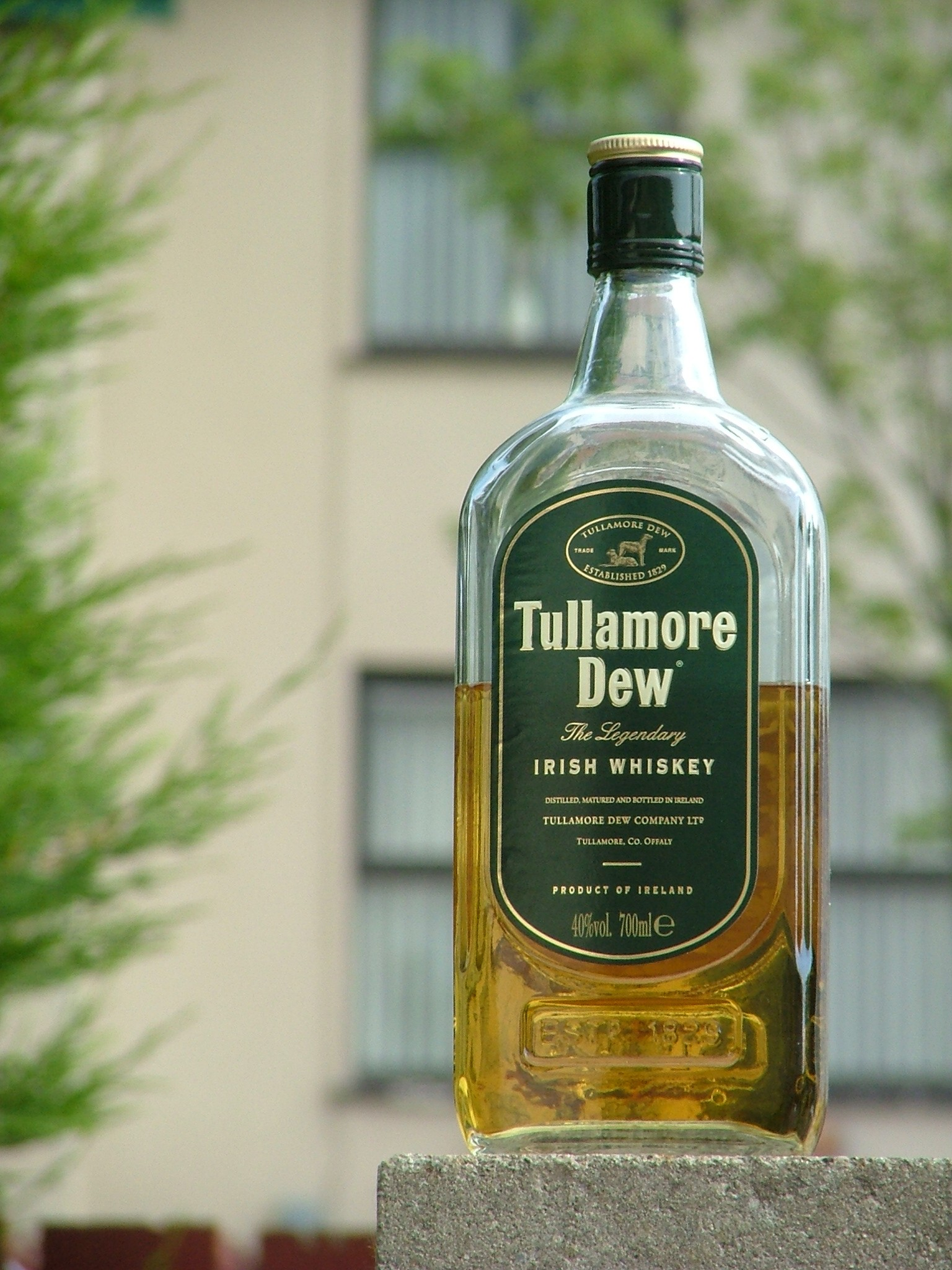
タラモア・デュー

### ピュアポットスティル
- レッドブレスト（Redbreast（12, 15 yrs））：ミドルトン蒸留所製造。
- グリーンスポット（Green Spot））：ミドルトン蒸留所製造。
- ジェムソン・ピュアポットスティル（Jameson Pure Pot Still）：ミドルトン蒸留所製造。

### シングルモルト
- ブッシュミルズ（Bushmills（10, 16, 21 yrs））：ブッシュミルズ蒸留所製造。
- ロックス8年（Locke's Single Malt（8 yr））：クーリー蒸留所製造。
- ターコネル（Tyrconnell）：クーリー蒸留所製造。
- カネマラ（Connemara Peated Malt（Regular, Cask Strength & 12 yrs））：クーリー蒸留所製造。
- ヘネシー・ナジェーナ（HENNESSY NA-GEANNA）：かつてヘネシー社が出荷していたボトラーズ。クーリー蒸留所で製造されたシングルモルトウイスキーをボトリングしている[51]。

### ブレンデッド
- ロックス・ブレンド（Locke's Blend）：クーリー蒸留所製造。
- イニシュオーウェン（Inishowen）：クーリー蒸留所製造。
- ミラーズ（Millars）：クーリー蒸留所製造。
- ミドルトン・ベリーレア（Midleton VeryRare）：ミドルトン蒸留所製造。
- ブラックブッシュ（Black Bush）：ブッシュミルズ蒸留所製造。
- ジェムソン：ミドルトン蒸留所製造。
- パワーズ（Powers）：ミドルトン蒸留所製造
- パディ（Paddy）：ミドルトン蒸留所製造
- キルベガン（Kilbeggan）：クーリー蒸留所製造。
- タラモア・デュー（Tullamore Dew）：ミドルトン蒸留所製造。